# Robert Curl
Robert Floyd Curl, Jr. (Alice (Texas), 23 augustus 1933 – Houston (Texas), 3 juli 2022) was een Amerikaans scheikundige en Nobelprijswinnaar. Hij won in 1996 samen met Harold Kroto en Richard Smalley de Nobelprijs voor Scheikunde voor hun ontdekking van fullereen.

## Biografie
Robert Curl werd geboren als de zoon van Robert Floyd Curl (1897-1971) en Lessie Waldene Merrit Floyd (1893-1979). Zijn vader was een Methodistische Minister. 
Vanwege zijn vaders zendingswerk verhuisde het gezin Curl regelmatig van woonplaats. Hij studeerde eerst aan de William Adams High School in zijn geboorteplaats, Alice. Hij haalde in 1954 een bachelor aan de Rice-universiteit in Houston, en in 1957 een Ph.D. in scheikunde aan de Universiteit van Californië, Berkeley.
Na een jaar post-doc bij de Harvard-universiteit werd hij in 1958 docent aan de Rice-universiteit; in 1967 werd hij er benoemd tot hoogleraar scheikunde en in 1996 werd hij Weiss Professor of Natural Sciences. Curl hield bezig met fysische chemie, ontwikkeling van methodes voor DNA-genotyping. Vanaf 2008 was hij emeritus professor in scheikunde aan de Rice-universiteit. 
Curl was gehuwd met Jonal Whipple met wie hij twee zonen kreeg, Michael en David. Hij overleed op 88-jarige leeftijd.

## Fullerenen
Curls onderzoek bij Rice was op het gebied van infrarood- en microgolfspectroscopie. Zijn onderzoek inspireerde Richard Smalley die in 1976 besloot om naar Rice te komen om met Curl samen te werken. Onder Curls supervisie bouwde Smalley een laserapparaat voor de studie van halfgeleiders, zoals silicium en germanium. Op een astronomische conferentie in 1985 ontmoette Curl Harold Kroto, die op zoek was naar een methode om de formatie van koolstofketens in rode dwergsterren te onderzoeken. Curl haalde hem over naar Rice te komen om Smalley's apparaat te bekijken.
Met de laserapparaat werden inderdaad de lange koolstofketens gevormd waar ze op zoek naar waren, maar ze vonden ook geheel onverwachts clusters van 60 koolstofatomen, C60. Uit nader onderzoek bleek dat C60 geen meetfout betrof en dat de stof chemisch inert en fotochemisch stabiel was. Vanwege de vorm ervan noemden ze het buckminsterfullereen, naar de geodese domestructuur van de Amerikaanse architect Richard Buckminster Fuller. Tijdens het nabouwen van het ruimtelijke model ontdekte men dat de bolronde vorm van C60 overeenkwam met de regelmatige vijf- en zeshoeken van een voetbal ("buckyball").